# Bengala (gato)
El bengalí es una raza de gato doméstico desarrollada para parecerse a los felinos salvajes exóticos tales como son los leopardos, ocelotes, margais, etc. El gato bengala fue un resultado del cruce entre un gato doméstico (Felis silvestris catus) y una hembra gato leopardo (Prionailurus bengalensis). Las primeras tres generaciones que parten teniendo al Felis Bengalensis como uno de los progenitories, se llaman ejemplares fundacionales y son los ejemplares híbridos de este cruce, que fueron utilizando para desarrollar esta raza cruzándolos con gatos domésticos de rasgos moteados, como por ejemplo, el Mau egipcio, con la finalidad de obtener un gato doméstico con el manto parecido a un leopardo. A partir de la cuarta generación obtenemos ya a un gato de la raza bengalí totalmente fértil y dócil.
En la actualidad no es necesario volver a cruzar un gato de raza bengalí con un Felis Bengalensis, porque la raza bengalí ya ha tenido lugar, y la cría selectiva de los mejores bengalíes es suficiente, para perpetuar y mejorar el manto de esta preciosa raza doméstica.
Es de origen estadounidense, donde en 1963 se cruzó, con intervención humana, un gato doméstico y una gata bengala. Su nombre es el derivado del nombre científico de la madre (Prionailurus bengalensis).

## Características

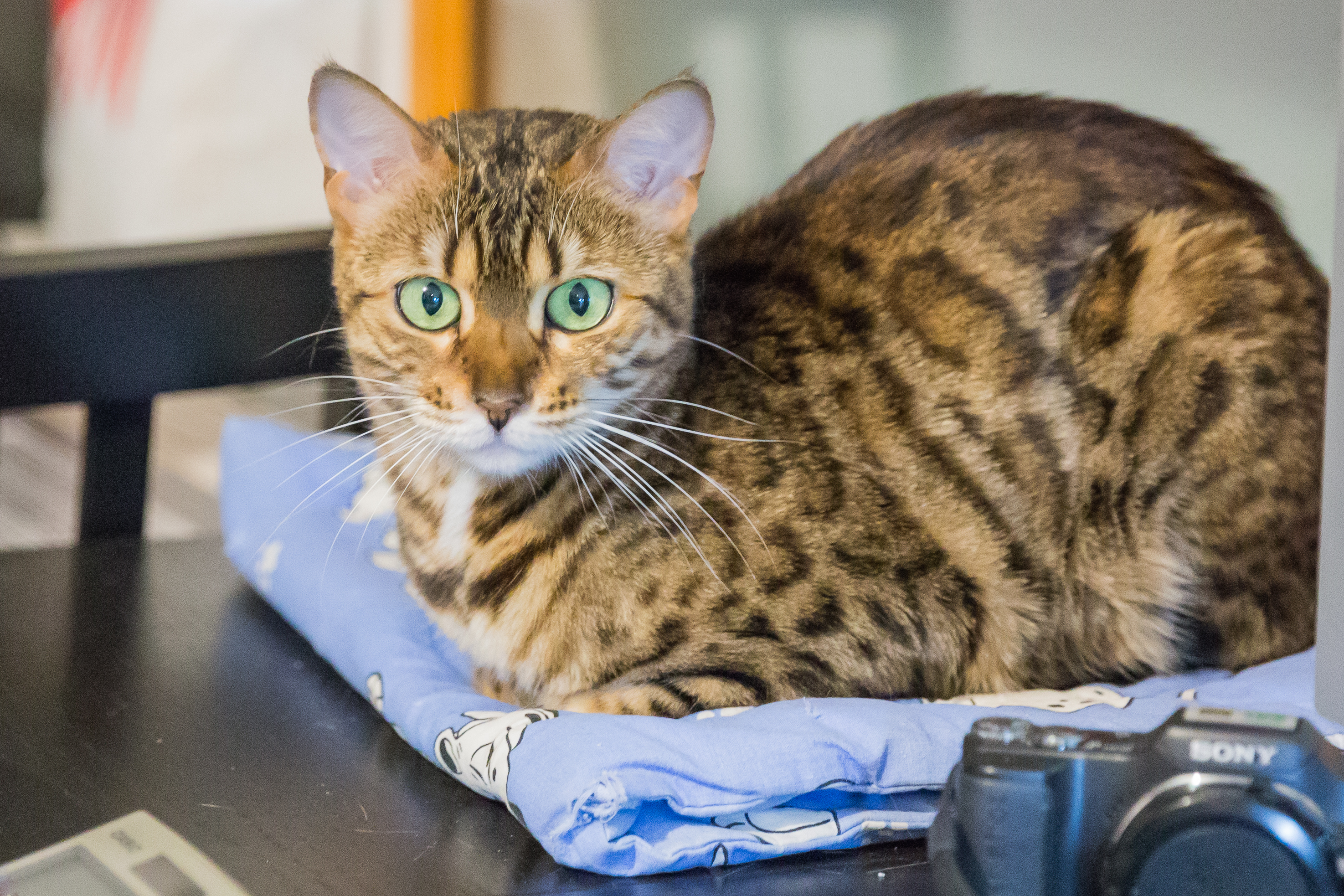
Gato de bengala con ojos verdes

Los huesos del Bengalí son pesados. Son musculosos y su estructura es muy robusta. Es un gato de gran tamaño, con un peso de hasta ocho o nueve kilos en los machos, mientras que las hembras sólo alcanzan entre los tres y cinco kilos. La cola de este felino es gruesa y de tamaño medio con cuartos traseros más elevados.
La cabeza es ancha, redondeada y levemente acuñada y las mandíbulas son fuertes y anchas. La nariz ancha y larga y de piel color teja, perfilada con una delgada línea negra. Las orejas pequeñas, como las del leopardo asiático, ya que se busca fiereza en su aspecto. El bengalí tiene unos ojos dignos de mencionar: su color es amarillo verdoso y su forma es almendrada.
El manto y el pelo del bengalí son los motivos de la creación de esta raza. Su pelo se aplasta sobre el cuerpo y es corto, suave y espeso, a la vez que delicado. Como consejo, es recomendable pasarle un paño por el manto para que el pelo no se quede apelmazado.
El bengalí es una de las pocas razas que puede tener como único tipo de manto el atigrado El color de base sí que puede variar de tonalidades: marfil, crema, amarillo, dorado y naranja. También puede variar la tonalidad de las manchas del manto, que pueden oscilar entre el negro, el chocolate o el canela. Lo que si es "obligatorio según el estándar" son la punta negra de la cola, las almohadillas plantares y el abdomen, que debe estar moteado.

## Gusto heredado por la natación
El gato Bengalí aunque parezca raro, es un gran nadador. Esta cualidad, insólita en la mayoría de los gatos domésticos, es una herencia genética legada por su antepasado salvaje, que se caracteriza por sus grandes cualidades de pescador y nadador.

## Carácter y comportamiento

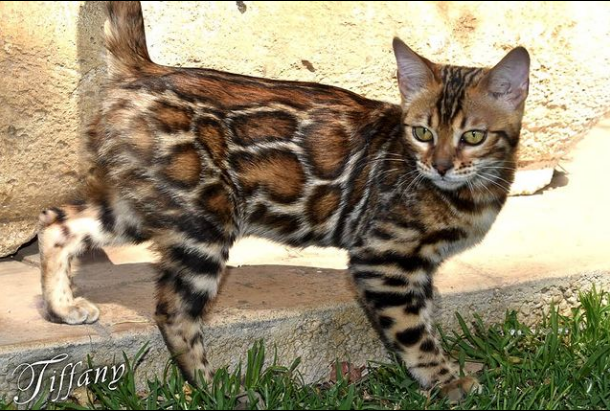
Gato Bengalí Hembra

Los rasgos más destacables de su carácter son su gran hiperactividad y curiosidad, al igual que sus insaciables ganas de juguetear y su sociabilidad.
Aunque su origen se encuentra en un gato salvaje (el Felis Bengalensis, un felino que recuerda a un leopardo pequeño), el gato bengalí es cariñoso y muy cercano a su dueño. Suelen seguirle por la casa, le esperan a la puerta cuando vuelve del trabajo, etc. Esto se debe a que la raza bengalí se concibe a partir de la cuarta generación de cruces que parten del Felis Bengalensis. Las primeras tres generaciones (F1, F2, F3) de gatos que intervienen en los cruces iniciales se entienden como ejemplares fundacionales. Las crías que nacen no tienen la clasificación oficial de "gato bengalí", por lo que no se deben vender como "gatos bengalíes", ni hablar de ellos como gatos bengalíes, sino utilizando la clase correspondiente a F1, F2, F3. Es cierto que las crías resultantes de los cruces iniciales (F1, F2, F3) pueden ser algo impredecibles y mostrar instintos típicos del Felis Bengalensis, pero también hay casos de crías que crecieron con biberón y son totalmente sociables y cariñosos.
Volviendo entonces al Gato Bengalí, debido a que son ya crías a partir de la cuarta generación del cruce inicial, que por norma general las madres están totalmente sociabilizadas, y a que normalmente las crías crecen dentro de casa y están acostumbradas al contacto
humano desde el principio, no hay motivo por el cual presenten alteraciones de carácter salvaje cuando conviven como mascota (o también castrados) en nuestro hogar.
Obviamente los machos enteros (y algunas hembras enteras) que están en un programa de cría es mejor que tengan una separación, ya que actúan como cualquier otro tipo de gato entero.
Una vez que el Gato Bengalí se ha adaptado a su nueva casa, es sociable y se hace amigo de otras mascotas que tengamos; ya sean gatos, perros, incluso hurones. Su curiosidad es insaciable e inspeccionarán todo para tenerlo bajo control. Su astucia e inteligencia les mantiene siempre alerta, sobre todo si tiene que ver con su estómago; no perderán ningún segundo ante el descuido del dueño que deja un filete de ternera sobre la encimera para cocinar, o cualquier otra cosa que les cautive. Su cercanía a la familia siempre le impulsará a buscar a su dueño, esperarlo a la ventana o la puerta cuando sabe que vuelve, a dormir en los lugares más cómodos y calentitos, a visitarle cuando está descansando en el sofá, a acurrucarse con él acompañando con su ronroneo, etc. Su hiperactividad lo convierte en divertido cuando se sobresalta fácilmente y salta haciendo una acrobacia, corre, trepa para colocarse en lo más alto y tener de vistas amplias, etc.
Combina un pelaje salvaje con un carácter activo, sociable, juguetón y cariñoso. Es un cruce pensado para personas que desean tener contacto con un felino salvaje.